# Rybie (Gostynin)
Pour les articles homonymes, voir Rybie.
Rybie (prononciation : [ˈrɨbjɛ]) est un village polonais de la gmina de Pacyna dans le powiat de Gostynin de la voïvodie de Mazovie dans le centre-est de la Pologne.
Il se situe à environ 6 kilomètres au nord de Pacyna (siège de la gmina), 19 kilomètres au sud-est de Gostynin (siège du powiat) et à 89 kilomètres à l'ouest de Varsovie (capitale de la Pologne).
Le village possède approximativement une population de 200 habitants en 2009.

## Histoire
De 1975 à 1998, le village appartenait administrativement à la voïvodie de Płock.